# Rudolf Jeny
Rudolf Jeny, il cui vero nome era Rudolf Jenni (Budapest, 2 marzo 1901 – Budapest, 27 maggio 1975), è stato un allenatore di calcio e calciatore ungherese, di ruolo attaccante.

## Caratteristiche tecniche
Giocava nel ruolo di ala sinistra. Era piccolo di statura, veloce ed agile. Il suo gioco fantasioso ed altruista forniva molti assist ai compagni, che lo apprezzavano anche per il suo buon carattere.

## Carriera
Debuttò nel Kispest all'età di diciott'anni. Un'ottima stagione di esordio, culminata nel secondo posto in campionato, gli valse le prime convocazioni in Nazionale. Dopo alcuni anni si trasferisce all'MTK, squadra che all'epoca stava dominando il calcio magiaro, e lì vince due campionati (1924, 1925) ed 1 Coppa d'Ungheria (1925).
A 27 anni si trasferì in Spagna, inizialmente con l'idea di giocare in una squadra locale ma ritrovandosi poi a fare l'allenatore. Sedette per due anni sulla panchina dell'Atletico Madrid, in seconda serie, poi venne chiamato dal presidente Joaquim Oliveira Duarte allo Sporting Lisbona. In Portogallo fu allenatore-giocatore, ma si rifiutò di scendere in campo nel campionato nazionale ritenendo che dovesse essere riservato solo agli atleti portoghesi. Ciononostante il suo Sporting riuscì a diventare campione nazionale nel 1934, e lo stesso anno si aggiudicò anche il campionato di Lisbona (competizione in cui invece Jeny scese in campo 7 volte).
Allenò poi per una stagione l'Academica di Coimbra, poi nel 1936 si trasferì in Romania, a Baia Mare, ad allenare la squadra locale dei Phoenix. VI rimase a lungo, anche durante la Seconda guerra mondiale. Nell'agosto del 1948 si trasferì a Budapest e rimase in Ungheria per tutti gli anni '50, allenando diverse squadra di massima serie.

## Statistiche

### Cronologia presenze e reti in Nazionale
| Cronologia completa delle presenze e delle reti in nazionale ― Ungheria | Cronologia completa delle presenze e delle reti in nazionale ― Ungheria | Cronologia completa delle presenze e delle reti in nazionale ― Ungheria | Cronologia completa delle presenze e delle reti in nazionale ― Ungheria | Cronologia completa delle presenze e delle reti in nazionale ― Ungheria | Cronologia completa delle presenze e delle reti in nazionale ― Ungheria | Cronologia completa delle presenze e delle reti in nazionale ― Ungheria | Cronologia completa delle presenze e delle reti in nazionale ― Ungheria |
| Data                                                                    | Città                                                                   | In casa                                                                 | Risultato                                                               | Ospiti                                                                  | Competizione                                                            | Reti                                                                    | Note                                                                    |
| ----------------------------------------------------------------------- | ----------------------------------------------------------------------- | ----------------------------------------------------------------------- | ----------------------------------------------------------------------- | ----------------------------------------------------------------------- | ----------------------------------------------------------------------- | ----------------------------------------------------------------------- | ----------------------------------------------------------------------- |
| 05/10/1919                                                              | Vienna                                                                  | Austria                                                                 | 2 – 0                                                                   | Ungheria                                                                | Amichevole                                                              | -                                                                       |                                                                         |
| 24/04/1921                                                              | Vienna                                                                  | Austria                                                                 | 4 – 1                                                                   | Ungheria                                                                | Amichevole                                                              | -                                                                       |                                                                         |
| 06/11/1921                                                              | Budapest                                                                | Ungheria                                                                | 4 – 2                                                                   | Svezia                                                                  | Amichevole                                                              | -                                                                       |                                                                         |
| 06/04/1924                                                              | Budapest                                                                | Ungheria                                                                | 7 – 1                                                                   | Italia                                                                  | Amichevole                                                              | -                                                                       |                                                                         |
| 04/05/1924                                                              | Budapest                                                                | Ungheria                                                                | 2 – 2                                                                   | Austria                                                                 | Amichevole                                                              | -                                                                       |                                                                         |
| 18/05/1924                                                              | Zurigo                                                                  | Svizzera                                                                | 4 – 2                                                                   | Ungheria                                                                | Amichevole                                                              | -                                                                       |                                                                         |
| 26/05/1924                                                              | Parigi                                                                  | Ungheria                                                                | 5 – 0                                                                   | Polonia                                                                 | Olimpiadi 1924 - Qual.                                                  | -                                                                       |                                                                         |
| 29/05/1924                                                              | Saint-Ouen                                                              | Egitto                                                                  | 3 – 0                                                                   | Ungheria                                                                | Olimpiadi 1924 - Ottavi                                                 | -                                                                       |                                                                         |
| 04/06/1924                                                              | Le Havre                                                                | Francia                                                                 | 0 – 1                                                                   | Ungheria                                                                | Amichevole                                                              | -                                                                       |                                                                         |
| 31/08/1924                                                              | Budapest                                                                | Ungheria                                                                | 4 – 0                                                                   | Polonia                                                                 | Amichevole                                                              | -                                                                       |                                                                         |
| 14/09/1924                                                              | Vienna                                                                  | Austria                                                                 | 2 – 1                                                                   | Ungheria                                                                | Amichevole                                                              | -                                                                       |                                                                         |
| 21/09/1924                                                              | Budapest                                                                | Ungheria                                                                | 4 – 1                                                                   | Germania                                                                | Amichevole                                                              | -                                                                       |                                                                         |
| 25/03/1925                                                              | Budapest                                                                | Ungheria                                                                | 5 – 0                                                                   | Svizzera                                                                | Amichevole                                                              | 2                                                                       |                                                                         |
| 05/05/1925                                                              | Vienna                                                                  | Austria                                                                 | 3 – 1                                                                   | Ungheria                                                                | Amichevole                                                              | -                                                                       |                                                                         |
| 21/05/1925                                                              | Budapest                                                                | Ungheria                                                                | 1 – 3                                                                   | Belgio                                                                  | Amichevole                                                              | 1                                                                       |                                                                         |
| 12/07/1925                                                              | Stoccolma                                                               | Svezia                                                                  | 6 – 2                                                                   | Ungheria                                                                | Amichevole                                                              | -                                                                       |                                                                         |
| 19/07/1925                                                              | Cracovia                                                                | Polonia                                                                 | 0 – 2                                                                   | Ungheria                                                                | Amichevole                                                              | -                                                                       |                                                                         |
| 20/09/1925                                                              | Budapest                                                                | Ungheria                                                                | 1 – 1                                                                   | Austria                                                                 | Amichevole                                                              | -                                                                       |                                                                         |
| 04/10/1925                                                              | Budapest                                                                | Ungheria                                                                | 0 – 1                                                                   | Spagna                                                                  | Amichevole                                                              | -                                                                       |                                                                         |
| 08/11/1925                                                              | Budapest                                                                | Ungheria                                                                | 1 – 1                                                                   | Italia                                                                  | Amichevole                                                              | -                                                                       |                                                                         |
| 26/12/1926                                                              | Oporto                                                                  | Portogallo                                                              | 3 – 3                                                                   | Ungheria                                                                | Amichevole                                                              | -                                                                       |                                                                         |
| Totale                                                                  |                                                                         | Presenze                                                                | 21                                                                      |                                                                         | Reti                                                                    | 3                                                                       |                                                                         |

## Palmarès

### Giocatore

#### Competizioni nazionali
- Campionato ungherese: 2

MTK Budapest: 1923-1924, 1924-1925
- Coppa d'Ungheria: 1

MTK Budapest: 1924-1925

#### Competizioni regionali
- Campionato di Lisbona: 1

Sporting: 1933-1934

### Allenatore

#### Competizioni nazionali
- Campeonato de Portugal: 1

Sporting: 1934